# Entgegen dem kühlenden Morgen
Entgegen dem kühlenden Morgen (russisch Песня о встречном Pesnja o wstretschnom) ist ein 1932 in der Sowjetunion entstandenes Lied, das große Popularität erlangte und eine der bekanntesten Melodien der Sowjetunion wurde. Dmitri Schostakowitsch schrieb die Musik, der 1938 während des Großen Terrors erschossene Boris Kornilow den Text.

## Geschichte des Liedes
Das Lied stammt aus dem 1932 entstandenen Film Der Gegenplan (russisch Встречный Wstretschny). In diesem Propagandafilm übertreffen Leningrader Arbeiter die staatlich vorgegebenen Produktionsaufgaben mit einem Gegenplan. Ziel ist es, vorfristig die ersten sowjetischen Turbinen für den Bau von Wasserkraftwerken im Rahmen des GOELRO-Planes zur Elektrifizierung Russlands zu konstruieren und zu produzieren.
Die Musik zum Film Der Gegenplan steht in Schostakowitschs Werkverzeichnis op. 33.
Als der Film im westlichen Ausland gezeigt wurde, gewann das Lied auch dort an Popularität. Nach dem Ende des Zweiten Weltkriegs wurde das Lied auch in der DDR bekannt. Es wurde von Ernst Busch, aber auch von zahlreichen Chören interpretiert.
Armin Mueller-Stahl gab 2008 seinem Filmporträt Schostakowitschs in Anspielung auf das Lied den Titel Dmitri Schostakowitsch – Dem kühlen Morgen entgegen.
Die russische Originalversion hat sechs Strophen. Der Verfasser des deutschen Textes ist unbekannt.

## Text
| Russisches Original | Transkription | Deutsche Version |
| --- | --- | --- |
| Нас утро встречает прохладой, Нас ветром встречает река. Кудрявая, что ж ты не рада Весёлому пенью гудка? Не спи, вставай, кудрявая! В цехах звеня, Страна встаёт со славою На встречу дня. | Nas utro wstretschajet prochladoi, Nas wjetrom wstretschajet reka. Kudrjawaja, schto sch ty nje rada Wesjolomu penju gudka? Nje spi, wstawaj, kudrjawaja! W zechach swenja, Strana wstajot so slawoju Na wstretschu dnja. | Entgegen dem kühlenden Morgen, Am Flusse entgegen dem Wind. Was sollen noch jetzt deine Sorgen, Wenn froh die Sirene erklingt. Wach auf! Steh auf! Der Morgen strahlt im Feuerbrand. Dem neuen Tag entgegen geht jetzt unser Land.               |
| И радость поёт нескончая, И песня навстречу идёт, И люди смеются, встречая, И встречное солнце встаёт. Горячее и бравое, Бодрит меня. Страна встаёт со славою, На встречу дня!              | I radost pojot neskontschaja, I pesnja nawstretschu idjot, I ljudi smejutsja, wstretschaja, I wstretschnoje solnze wstajot. Gorjatscheje i brawoje, Bodrit menja. Strana wstajot so slawoju Na wstretschu dnja.           | Vergessen die Sorgen und Leiden, es wird selbst die Arbeit uns leicht; denn alle wir sehen mit Freuden: das bessere Leben sich zeigt. Von Ort zu Ort entbieten wir die Bruderhand. Dem neuen Tag entgegen geht jetzt unser Land.                 |
| И с ней до победного края Ты, молодость наша, пройдёшь, Покуда не выйдет вторая На встречу тебе молодёжь. И в жизнь вбежит оравою, Отцов сменя. Страна встаёт со славою На встречу дня!     | I s nej do pobednowo kraja Ty, molodost nascha, proidjosch, Pokuda nje wydjet wtoraja Na wstretschu tebje molodjosch. I w schisn wbeschit orawoju, Otzow smenja. Strana wstajot so slawoju Na wstretschu dnja.            | Frisch auf, unser Leben gewonnen! Die Jugend geht mutig voran. Was kühn ihre Väter begonnen, Vollendet im Siege sie dann. Die Jugend wirkt, die Jugend lebt als Siegespfand. Dem neuen Tag entgegen geht jetzt unser Land.                       |
| Такою прекрасною речью О правде своей заяви, Мы жизни выходим навстречу, Навстречу труду и любви. Любить грешно ль, кудрявая, Когда, звеня, Страна встаёт со славою На встречу дня!         | Takoju prekrasnoju retschju O prawdje swoej sajawi, My schisni wychodim nawstretschu, Nawstretschu trudu i ljubwi. Ljubit greschno l, kudrawaja, Kogda, swenja, Strana wstajot so slawoju Na wstretschu dnja              | Das Lied voller Herrlichkeit kündet Von Schönheit, von Liebe und Licht. Vom Leben, wo Arbeit nicht schindet, Vom Brot, das uns nicht mehr gebricht. In Liebe und in Arbeit seht des Glückes Pfand. Dem neuen Tag entgegen geht jetzt unser Land. |